# Chelonoidis niger abingdonii
Chelonoidis niger abingdonii – wymarły podgatunek żółwia słoniowego, gatunku żółwia z rodziny żółwi lądowych (Testudinidae). Żył na wyspie Pinta (dawniej Abingdon) w archipelagu wysp Galapagos. Niektórzy autorzy uznawali go za osobny gatunek.
Żółw żyjący na lądzie, dostosowany do żerowania na niższych częściach roślin, m.in. kaktusowatych. Skorupa siodłowanego kształtu. Wyjściowa populacja tego podgatunku mogła wynosić ok. 2500 dorosłych osobników. W związku z obecnością i działalnością człowieka populacja Ch. n. abingdonii załamała się w połowie XIX w. i ulegała dalszemu zmniejszaniu, m.in. na skutek działalności rybackiej, gdyż Ch. n. abingdonii stanowił pożywienie rybaków. Introdukcja kóz na wyspę w 1959 r. spowodowała zanik dużej części roślinności, co przyczyniło się ostatecznie do wymarcia gatunku mimo prowadzonej w późniejszych latach (1998–2003) akcji eradykacji kóz.
Ostatni znany przedstawiciel podgatunku został odłowiony w 1972 r. i był przetrzymywany w centrum hodowli na wyspie Santa Cruz, gdzie został nazwany Samotny George, gdyż odmawiał współżycia z żółwicami innych gatunków. Z tego powodu pracownicy centrum nazywali go jednym z najbardziej upartych zwierząt na świecie, a Księga rekordów Guinnessa określiła go jako najbardziej samotne zwierzę na Ziemi. Pomimo intensywnych wysiłków nie odnaleziono więcej osobników, w związku z czym w 1996 r. IUCN uznała gatunek za wymarły na wolności. W 2008 r. przeprowadzono ostatnią akcję poszukiwawczą, ale odnaleziono tylko kilka skorup żółwi na dnie szczelin skalnych. Samotny George, ostatni żółw Ch. n. abingdonii, zmarł 24 czerwca 2012 r.